# Tipula foliacea
Tipula foliacea är en tvåvingeart som beskrevs av Alexander 1924. Tipula foliacea ingår i släktet Tipula och familjen storharkrankar.
Artens utbredningsområde är Taiwan. Inga underarter finns listade i Catalogue of Life.